# 綿溥
貝子綿溥（1767年1月28日—1801年10月13日），貝勒永璦第二子，母正室趙佳氏，理親王系第五代。
他在乾隆三十一年十二月（合1767年）出生，乾隆五十四年三月（1789年）接替父親成為理親王第五代，但因為理親王並非世襲罔替的爵位，因此他的封爵只是貝子。
嘉慶六年九月（1801年）他去世，虛齡三十六岁，由長子奕顥襲封理親王系第六代，不過需遞降為奉恩鎮國公襲封。